# ユングフラウ鉄道

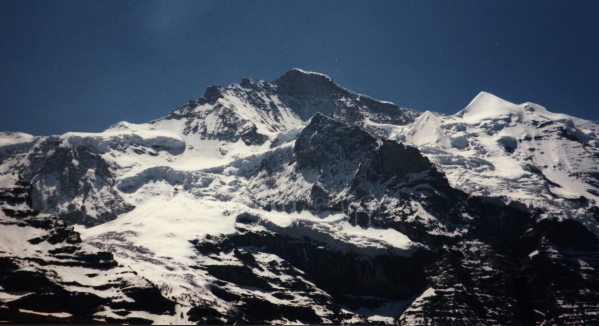
ユングフラウ峰

ユングフラウ鉄道（Jungfraubahn）はスイスの登山鉄道で、19世紀末から20世紀初頭にかけて建設された。終着駅のユングフラウヨッホは、ヨーロッパで最も高い場所に位置する駅である（海抜3454メートル）。

## 概要

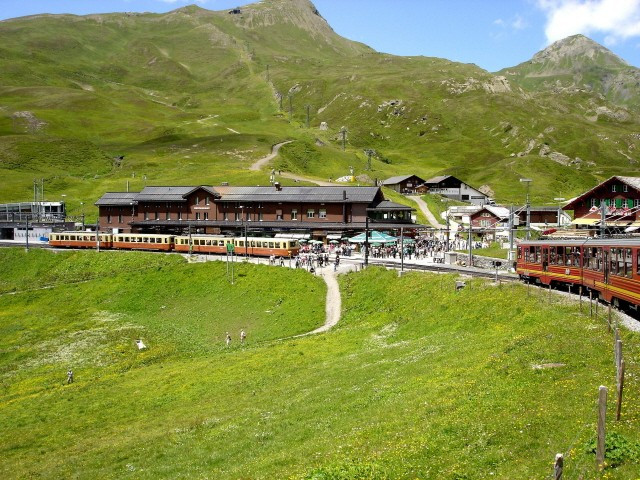
クライネ・シャイデック駅

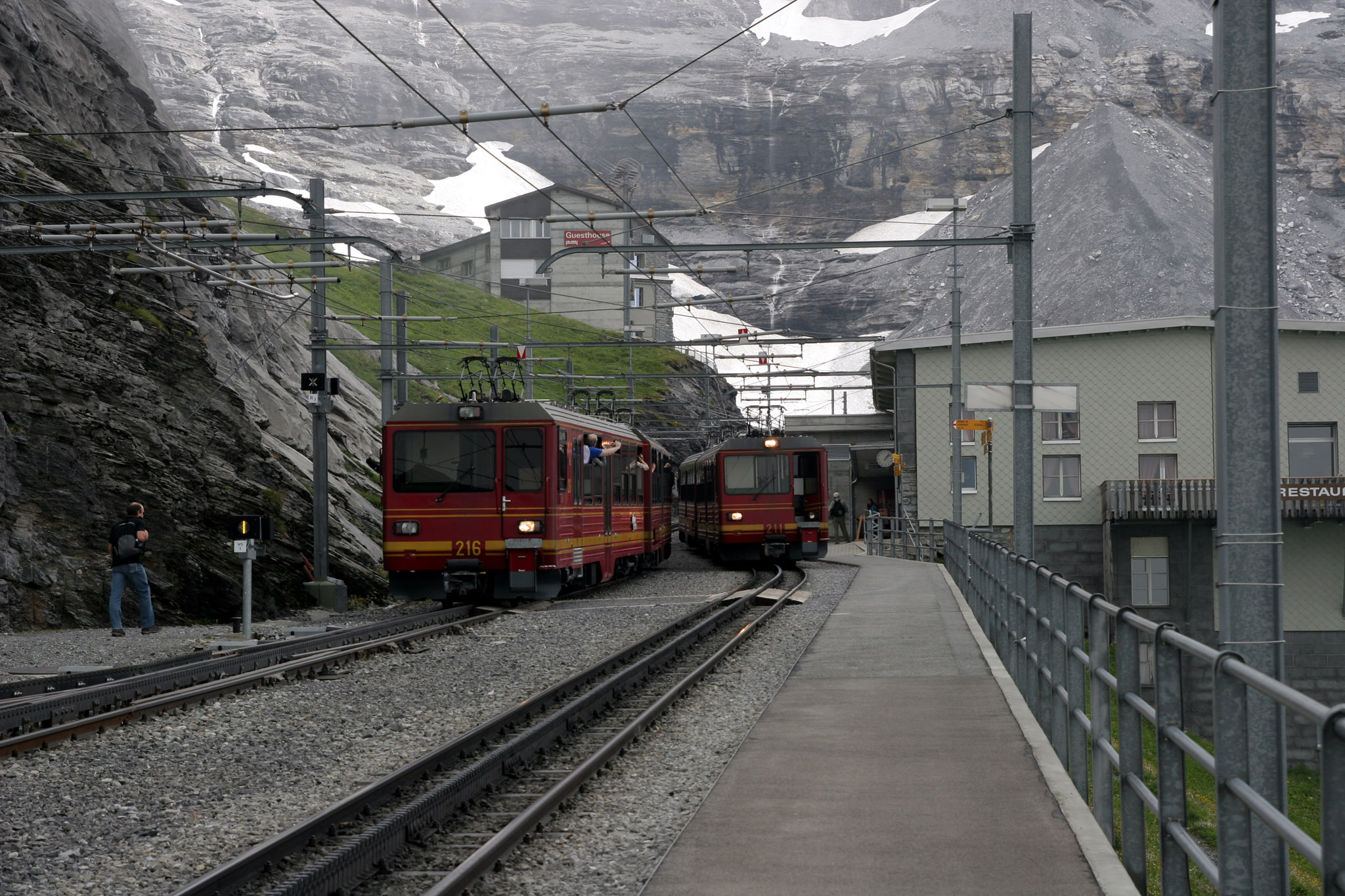
アイガーグレッチャー駅

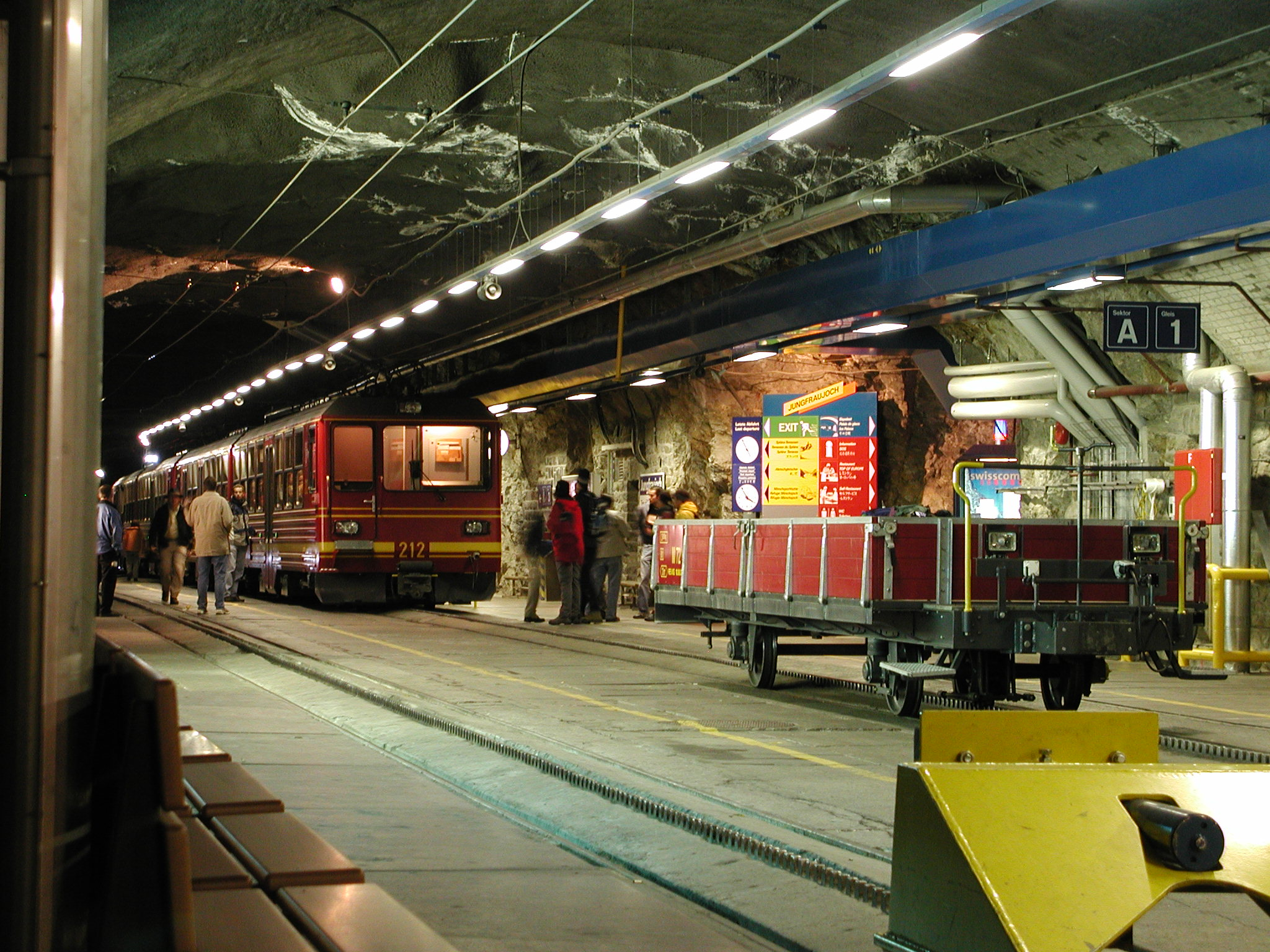
ユングフラウヨッホ駅

全長9.3キロメートル、三相交流電化50ヘルツ1125ボルトで軌間1000ミリ、シュトループ式のラックレールを用いたラック式鉄道で最大勾配は250パーミル。日本で最も急な勾配がある区間より、さらに3倍ほど急な傾斜である。始発のクライネ・シャイデック駅を出発すると、アイガー、メンヒ両山の山中をトンネルで通過し、ユングフラウの途中にある終点ユングフラウヨッホ駅まで登る。終点ユングフラウヨッホ駅はヨーロッパで最も標高の高い鉄道駅である。全区間の所要時間は上り52分、下り50分であったが、新型車両の導入に伴う2016年12月11日のダイヤ改正をもって上下線とも片道35分になった。トンネル内の区間も多く、風光明媚な景色が常に車窓から見られるわけではないが、トンネル内の二つの駅（アイガーヴァント駅、アイスメーア駅）で乗客が一時下車して駅舎の窓から周辺の山々を眺望できた。しかし、2016年のダイヤ改正を以てアイガーヴァント駅における停車は無くなった。この鉄道は、旅客を運ぶだけでなく、ユングフラウヨッホの諸施設のための水なども運搬する。
なお、案内上はインターラーケンからユングフラウヨッホに至る3つの鉄道(ベルナーオーバーラント鉄道、ヴェンゲルンアルプ鉄道、ユングフラウ鉄道)にミューレンバーン(ラウターブルンネン-ミューレン山岳鉄道)を加えた4鉄道の総称として、ユングフラウ鉄道(Jungfraubahnen)の呼称を用いることも多く、ベルナーオーバーラント鉄道を除く3鉄道はユングフラウ鉄道ホールディングスの100%子会社となっており、4鉄道とも運営はユングフラウ鉄道ホールディングの67%子会社であるユングフラウ鉄道マネジメントが担当している。乗車券などは3つの鉄道共通で、インターラーケン - ユングフラウ間の共通乗車券が発券される。

## 歴史
19世紀前半、イギリスで鉄道が開通したことを皮切りに、ヨーロッパ各地で鉄道の敷設が進んだ。その多くは産業革命の進展と結びついたものであったが、交通網の拡大にともなって鉄道旅行が人々の余暇の過ごし方の一つとなった。こうした中、スイスへの観光客は増加の一途をたどり、19世紀後半より観光目的の登山鉄道がスイス各地で敷設されることになった。
既に1860年代より、ユングフラウを登る鉄道を敷設しようとする構想は示されていたが、資金的な問題などで実現不可能と思われていた。しかし、19世紀末までには資金繰りの目処がたち、1896年よりユングフラウ鉄道の建設が開始された。アイガー、メンヒ両山の内部をトンネルで通過するために蒸気機関車の使用が困難であり、当初は電気機関車、後に電車を用いることになった。電化方式は一定速度での運行が容易で、下り坂での回生ブレーキが使用しやすい三相交流電化とされた。（電気は豊富な水を利用した水力発電で供給された。）
1898年9月19日にアイガー山麓（アイガーグレッチャー駅）までの路線を完成させ、部分的ながら営業が開始された。堅い岩盤に苦しみながらも建設は進み、1903年6月28日にアイガーヴァント駅まで、1905年7月28日にアイスメーア駅まで開業した。その後は財政難のために一時建設が中断されたが、アイスメーア駅にツーリストセンターが設置され、部分営業が行われた。1912年8月1日にユングフラウヨッホ駅までの全線が開業した。
建設期間中は、ユングフラウの山頂まで鉄道やロープウェイを建設する構想もあったが、資金の限界・観光客が高山病を発症するリスクなどを考えて、途中のユングフラウヨッホを終着駅とすることになった。山中のトンネルから外の景色を見るための展望台を設ける構想は、設計者のA.G.ツェラーによるものだが、彼自身は鉄道の開通前に死去した。

## 駅

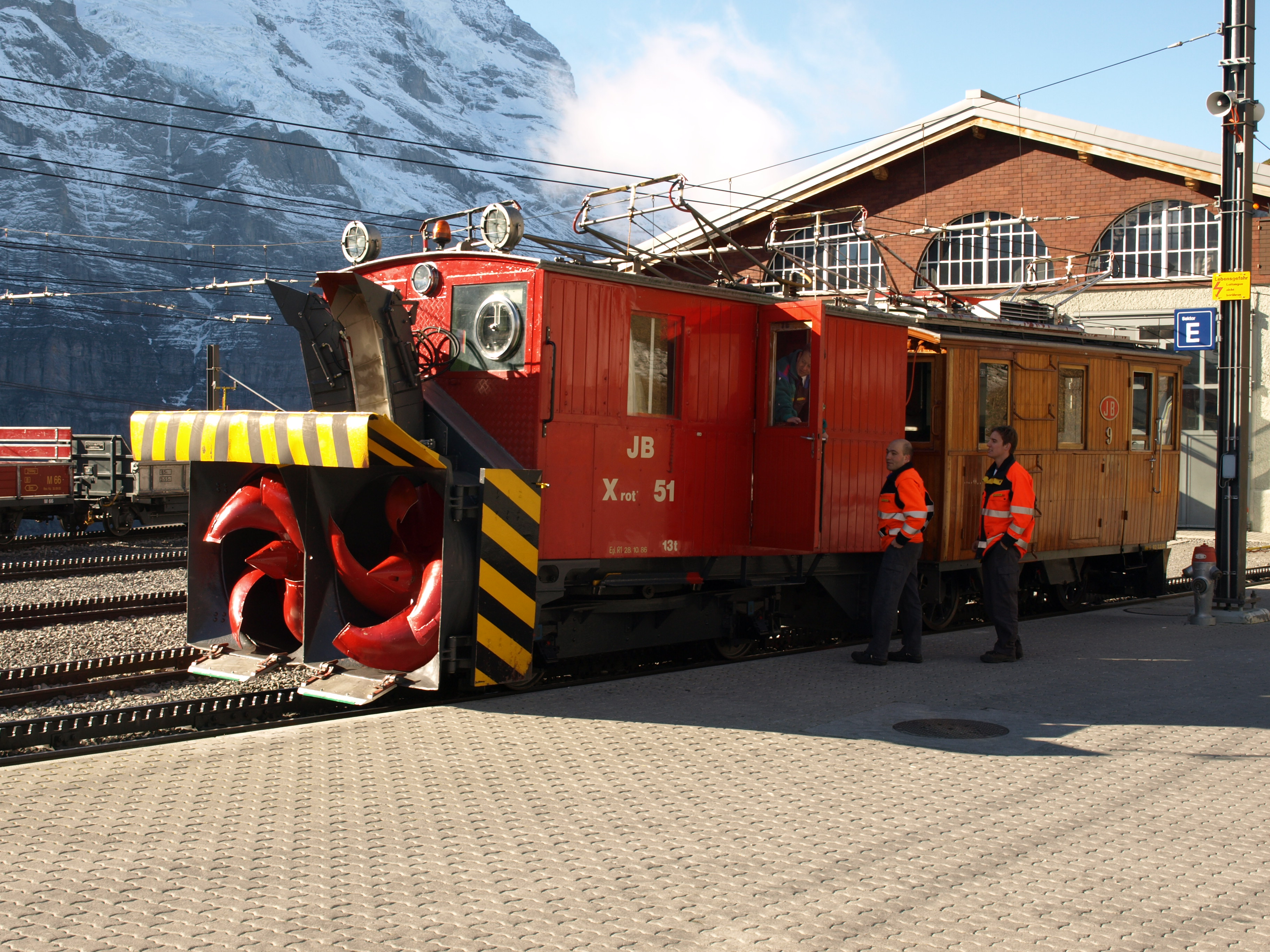
1912年製の電気機関車He2/2 9号機と1937年製の除雪車Xrote 51号機

クライネ・シャイデック駅（Kleine Scheidegg）
ユングフラウ鉄道の始発駅で、ヴェンゲルンアルプ鉄道との乗換駅である。
インターラーケン・オスト駅からは、ベルナーオーバーラント鉄道、ヴェンゲルンアルプ鉄道を乗り継いで到達する。駅名はドイツ語で「小さい峠」の意味。
ヴェンゲルンアルプ鉄道は、ラウターブルネン - クライネ・シャイデック - グリンデルヴァルト間を結ぶラック式鉄道であるが、客車の方向固定（座席が勾配の上側と下側で異なる）と、常に勾配の下り側を電動車とする運転方式のため、サミットであるクライネ・シャイデック駅を越えて運転する列車はない。そのため、当駅は実質3路線が乗り入れる駅である。
常に乗換えの観光客で賑わっているが、駅前には古い山岳ホテルがありここに宿泊すれば、最終列車が下りた後に静かな周辺散策ができる。
アイガーグレッチャー駅（Eigergletscher）
この駅を出発すると、アイガーの山中を抜けるトンネルに入ることになる。かつては途中下車をする人のそれほど多くない駅であったが、2020年12月にアイガーエクスプレスが開通してからはグリンデルヴァルト方面から当路線ユングフラウヨッホ方面への乗換駅として機能しており、当駅 - ユングフラウヨッホ駅間の区間列車も存在する。駅前からは駅名の由来である「アイガー氷河（アイガーグレッチャー）」を目前にできる。またアイガーグレッチャー駅からクライネ・シャイデックまでの道のりは、アイガー・ウォークと呼ばれる下り坂だけの比較的手軽なハイキング・コースである。
アイガーヴァント駅（Eigerwand)
駅名は「アイガーの壁」を意味する。三大北壁の一つで、これまでに多くの登山家の命を奪った「アイガー北壁」として知られる。部分開業時の終着駅で、当時はレストランが営業していた。路線延伸後は上下列車の交換場所および展望台として機能した。トンネル内のホームに列車が数分間停車し、その間に歩いてすぐの展望台から、ガラス窓越しに切り立った崖とグリンデルヴァルトの遠景を眺めることができた。基本的に当駅で数分間の停車時間を取るのはユングフラウヨッホへ上がる列車のみであった。2016年12月の改正より列車のスピードアップを目的として全列車通過となった。
アイスメーア駅（Eismeer)
駅名は「氷の海」を意味する。トンネル内の駅。2016年のダイヤ改正後も上下列車の交換が行われている。ユングフラウヨッホ方面の列車は5分間停車してドア扱いを行うため、乗客は一時下車して展望台から氷河を眺めることができる。クライネシャイデック方面の列車は運転停車のみとなっている。
ユングフラウヨッホ駅（Jungfraujoch）
海抜は3454メートル。ユングフラウ山の鞍部に設置された駅で、トンネル内部にある。ヨーロッパでもっとも標高の高い鉄道駅である。駅の周辺は年間を通して雪に覆われており、夏でもスキー、スノーボード、チロリエンヌ、スレッジパークなど様々な雪上アトラクションが用意されている。一般人が到達できる最高地点は、エレベーターで昇る「スフィンクス展望台」だが、雪山経験者なら（十分な装備をした上でだが）4158メートルの山頂まで登山することも可能。近くを世界遺産にも認定されたアレッチ氷河が流れている。駅名は「ユングフラウの鞍部」の意味。

## 運行ダイヤ
時刻表にはクライネシャイデック - ユングフラウヨッホ間の通し列車のみが掲載されているが、アイガーグレッチャー - ユングフラウヨッホ間の区間列車が続行便として運転されることがある。続行便は通し列車とは異なる乗り場に発着し（アイガーグレッチャー駅は屋内に増設された折り返し専用の3番線、ユングフラウヨッホ駅3番線）、主にアイガーエクスプレスとの乗り継ぎに配慮した運行となっている。

## 車両
- 現在では列車は主にラック式電車で運行され、貨車も電車に連結されている。
  - BDhe2/4形
  - BDhe4/8形
  - Bhe4/8形
- 開業以来使用されてきた電気機関車は歴史的車両として1機と、事業用として3機が残されている。
  - He2/2形